# Ford Romana
Ford Romana S.A.R. (auch Ford Motor Company of Romania) war ein rumänischer Automobilhersteller mit Sitz in Bukarest. Er ist nicht zu verwechseln mit Ford Romania, das seit 2008 in Rumänien als Automobilhersteller tätig ist.

## Geschichte
Fahrzeuge der Marke Ford wurden bereits seit 1911 nach Rumänien importiert. Die ersten beiden Anträge, ein Montagewerk in Rumänien zu errichten, wurden in den Jahren 1920 und 1927 abschlägig beschieden. 1931 gründete Ford seine eigene Tochtergesellschaft in Rumänien, die am 1. Januar 1932 ihren Betrieb aufnahm. 
Amerikanische und insbesondere Ford-Fahrzeuge waren in Rumänien sehr beliebt. Zwischen 1929 und 1933 waren mehr als 70 % des Fahrzeugbestands in Rumänien amerikanischer Herkunft. Im ersten Halbjahr 1935 handelte es sich bei 449 der 1286 verkauften Autos um ein Ford-Modell. Im Jahr 1937 verkaufte Ford 562 Fahrzeuge und damit deutlich mehr als Plymouth (140), Opel (175) oder Mercedes-Benz (99). 
Nachdem 1935 ein weiterer Antrag auf Errichtung eines Montagewerks eingereicht und dieses Mal von der Regierung bewilligt wurde, errichtete Ford ein Werk in der Calea Floreasca, das in enger Abstimmung mit Ford Großbritannien geführt wurde. Am 15. Mai 1936 wurde der neue Komplex eröffnet. Er war auf eine Montage von 2500 Fahrzeugen pro Jahr und auf eine Reparaturkapazität von 6000 Exemplaren ausgelegt. 
Zu Beginn waren 250 Mitarbeiter angestellt. Sie verdienten rund das Zehnfache eines vergleichbaren Arbeitnehmers in Rumänien. Hinzu kamen zahlreiche weitere Vorteile. Bis 1942 nahm die Zahl der Mitarbeiter auf 607 zu und sank anschließend bis zum Ende (1946) auf 376.
Nachdem sich Rumänien im Zweiten Weltkrieg auf die Seite Deutschlands schlug, wurden alle Importe aus den USA und aus Großbritannien gestoppt. Die bisherige Unterstützung wurde nun von Ford Deutschland übernommen, wobei der Geschäftsführer allerdings beibehalten wurde. Im August 1944 erklärte die rumänische Regierung das Unternehmen als „vom Feind aufgegeben“ und stellte es unter militärische Verwaltung.
Nach dem Zweiten Weltkrieg versuchte Ford Großbritannien, den Handel mit dem rumänischen Unternehmen wieder aufzunehmen. Dieses stellte jedoch im September 1946 seinen Betrieb ein. Der Verkauf der Anlagen wurde verboten, die Mitarbeiter wurden entlassen. Am 15. November 1947 übernahm die Societatea Anonimă Română pentru Producţia şi Importul de Automobile (S.A.R.P.I.A.) bis 1950 die Kontrolle. 1948 wurde das Werk verstaatlicht.
Die Produktionsanlagen des V8-Motors wurden nach Brasov gebracht, wo der V8-Motor als Grundlage für den Antrieb anderer Nutzfahrzeuge diente.
Die britische Regierung, die im Namen von Ford eine Entschädigung in Höhe von 289.259 Pfund forderte, erhielt 1964 eine Summe von 10.575 Pfund und 1966 weitere 15.863 Pfund. 
im Jahr 2008 kehrte Ford als Hersteller nach Rumänien zurück, als es Automobile Craiova übernahm und Ford Romania gründete.

## Modelle
Zunächst war geplant, das Ford Modell A zu produzieren. Das erste montierte Fahrzeug war jedoch war der Ford V8. Kriegsbedingt endete die Pkw-Produktion im Jahr 1940.
Zwischen 1939 und 1942 lieferte das Unternehmen 2320 Lastwagen, 200 Panzer und 488 Traktoren an die rumänischen Streitkräfte. 